# Airtox-Carl Ras
Airtox-Carl Ras er et dansk cykelhold, der fra 2021 cykler i UCI kontinental-klassen. Holdet blev etableret af Holbæk Cykelsport i 2020 som et DCU Elite Team, og fungerede som klubbens første A-team.
Fra 2021 blev Brian Holm, Mads Pedersen, Jan Bech Andersen og Henrik Egholm ejerne af holdet.

## Historie

### Opstart i 2020
I efteråret 2019 fik Holbæk Cykelsport idéen om at for første gang skabe et A-hold for deres bedste ryttere. I december samme år blev Henrik Egholm daglig leder for holdet, og hele setuppet blev godkendt af Danmarks Cykle Union. Der var blevet samlet 300.000 kroner i sponsorstøtte til drift af holdet, og det fik navnet Team Eiland Electric-Carl Ras. Tøjet var inspireret af den italienske landsholdsdragt med sorte bukser og blå trøje. Det skulle drives med en særskilt økonomi fra moderklubben, og holdet skulle tegne særskilte og egne sponsoraftaler.
Fra starten havde holdet otte ryttere, hvoraf de seks i forvejen var medlem af Holbæk Cykelsport, og de sidste to ryttere kom til fra ABC - Arbejdernes Bicykle Club i København. Der var fire A-ryttere og fire B-ryttere. Den tidligere U19-verdensmester Jakob Egholm, søn af teammanager Henrik Egholm, hjalp til ved nogle af træningerne. Daværende elite-verdensmester Mads Pedersen samt sportsdirektør for Deceuninck-Quick Step, Brian Holm, gik ind som ambassadører og støtte for holdet. Mads Pedersens cykelbutik Empire Cycling i Tølløse gik også ind som sponsor for holdet, og sikrede at Team Eiland Electric-Carl Ras kunne køre på cykler fra Trek, samme mærke som Mads Pedersen selv kørte på hos Trek-Segafredo. På grund af den globale coronaviruspandemi kunne holdet ikke deltage i løb før august 2020.

### UCI kontinental og nye ejere i 2021
Den 26. november 2020 blev det offentliggjort, at holdet fra 2021 skulle op og køre i den internationale UCI kontinental-klasse, som er det tredje højeste niveau efter World Tour- og interkontinentalholdene. Samtidig fik holdet Holbæk-restauranten Restaurant SuRi og værktøjsgrossiten Carl Ras som navnesponsor, og skiftede navn til Restaurant Suri-Carl Ras. Der kom også nye ejere. Det var Brian Holm, Mads Pedersen, ejer af fodboldklubben Brøndby IF, Jan Bech Andersen, samt teammanager Henrik Egholm som overtog ejerskabet af holdet. Nicolaj Bo Larsen blev ansat som daglig sportsdirektør. Holdet beholdte fem ryttere fra A-holdet i 2020, mens resten kom ind udefra. Heraf var Rasmus Lund Pedersen og Mathias Larsen blandt de største navne, hvor Larsen er søn af sportsdirektør Nicolaj Bo Larsen.
Holdet fik debut som kontinentalhold den 1. april 2021, da de deltog i DCU licensløbet Easter Road Race. Holdet var med i PostNord Danmark Rundt hvor tre ud af syv ryttere gennemførte løbet. Den første sejr i et UCI-løb kom 28. august, da Mathias Larsen vandt Himmerland Rundt 2021 som var en del af UCI Europe Tour.

## Holdet

### 2025
| Trup 2025                              | Trup 2025         | Trup 2025                                  | Trup 2025 |
| Rytter                                 | Fødselsdag        | Seneste hold                               |           |
| -------------------------------------- | ----------------- | ------------------------------------------ | --------- |
| Hugo Rishøj                            | 14. maj 2006      | Tscherning Cycling Academy (2024)          |           |
| Sebastian Brandt Christiansen          | 7. december 2006  | Team Uno-X-Carl Ras Roskilde Junior (2024) |           |
| Alfred Kongstad                        | 9. november 2005  | CO:PLAY-Giant Store (2024)                 |           |
| Lucas Toftemark                        | 10. juli 2004     | CO:PLAY-Giant Store (2024)                 |           |
| Matias Malmberg                        | 31. august 2000   | Maloja Pushbikers (2024)                   |           |
| Nikolaj Mengel                         | 9. marts 2002     | ColoQuick (2024)                           |           |
| Mathias Larsen                         | 2. maj 1999       | Kometa-Xstra (2020)                        |           |
| Stian Rosenlund Richter                | 4. april 2002     | BHS-PL Beton Bornholm (2022)               |           |
| Frederik Bjørn Sørensen                | 18. maj 2003      | ColoQuick (2023)                           |           |
| Mads Andersen                          | 27. november 2000 | ColoQuick (2023)                           |           |
| Oliver Søndergaard                     | 19. juni 2003     | ColoQuick (2023)                           |           |
| Magnus Bak Klaris                      | 23. januar 1996   | CO:PLAY-Giant (2021)                       |           |
| Alexander Arnt Hansen                  | 13. maj 2003      | Team NPV-Carl Ras Roskilde Junior (2021)   |           |
| Jakob Egholm                           | 27. april 1998    | Trek-Segafredo (2022)                      |           |
| Emil Nymand Nielsen (1. mar.–31. dec.) | 13. april 2006    | Holte MTB Klub (2024)                      |           |
|                                        |                   |                                            |           |
| Kilde: ProCyclingStats                 |                   |                                            |           |

#### Sejre
| 2. mar.  | South Aegean Tour, Samlede stilling        | 2.2           | Alexander Arnt Hansen   |
| 6. apr.  | Meldgaardløbet                             | DCU licensløb | Frederik Bjørn Sørensen |
| 19. apr. | 3 Dage i Nord - Fusion Tempo Cup, 1. etape | DCU licensløb | Mads Andersen           |
| 20. apr. | 3 Dage i Nord - Fusion Tempo Cup, 2. etape | DCU licensløb | Matias Malmberg         |
| 21. apr. | 3 Dage i Nord - Fusion Tempo Cup           | DCU licensløb | Matias Malmberg         |
| 21. apr. | 3 Dage i Nord - Fusion Tempo Cup, 3. etape | DCU licensløb | Matias Malmberg         |
| 3. maj   | Grand Prix Herning                         | 1.2           | Stian Rosenlund Richter |
| 17. maj  | Giro Himledalen                            | 1.2           | Mads Andersen           |
| 8. jun.  | Tour of Małopolska, 3. etape               | 2.2           | Nikolaj Mengel          |

### 2024
| Trup 2024               | Trup 2024         | Trup 2024                                 | Trup 2024 |
| Rytter                  | Fødselsdag        | Seneste hold                              |           |
| ----------------------- | ----------------- | ----------------------------------------- | --------- |
| Mads Andersen           | 27. november 2000 | ColoQuick (2023)                          |           |
| Oscar Bluhm             | 3. januar 2002    | Team Audi Cycling Elite Copenhagen (2020) |           |
| Gustav Frederik Dahl    | 27. november 2000 | Give Elementer (2022)                     |           |
| Jakob Egholm            | 27. april 1998    | Trek-Segafredo (2022)                     |           |
| Alexander Arnt Hansen   | 13. maj 2003      | Team NPV-Carl Ras Roskilde Junior (2021)  |           |
| Albert Holm             | 22. juni 2003     | Team NPV-Carl Ras Roskilde Junior (2021)  |           |
| Magnus Bak Klaris       | 23. januar 1996   | CO:PLAY-Giant (2021)                      |           |
| Mathias Larsen          | 2. maj 1999       | Kometa-Xstra (2020)                       |           |
| Christian Lindquist     | 5. august 1997    | Synch-Giant (2020)                        |           |
| Stian Rosenlund Richter | 4. april 2002     | BHS-PL Beton Bornholm (2022)              |           |
| Daniel Stampe           | 27. juli 1996     | CO:PLAY-Giant (2021)                      |           |
| Oliver Søndergaard      | 19. juni 2003     | ColoQuick (2023)                          |           |
| Frederik Bjørn Sørensen | 18. maj 2003      | ColoQuick (2023)                          |           |
| Gustav Wang             | 13. marts 2003    | BHS-PL Beton Bornholm (2022)              |           |
|                         |                   |                                           |           |
| Kilde: ProCyclingStats  |                   |                                           |           |

#### Sejre
| 14. apr. | Næstved BC løbet                               | DCU licensløb | Christian Lindquist     |
| 10. maj  | Danske mesterskab i enkeltstart for U23 herrer | NC            | Gustav Wang             |
| 5. jun.  | Tour of Lithuania, 1. etape                    | 2.2           | Stian Rosenlund Richter |
| 6. jun.  | Tour of Lithuania, 2. etape                    | 2.2           | Mads Andersen           |
| 7. jun.  | Tour of Lithuania, 3. etape                    | 2.2           | Daniel Stampe           |
| 9. jun.  | Tour of Lithuania, Samlede stilling            | 2.2           | Mads Andersen           |
| 16. jun. | Bording Cup, 3. etape                          | DCU licensløb | Mathias Larsen          |
| 24. jul. | Dookoła Mazowsza, 1. etape                     | 2.2           | Mads Andersen           |
| 25. aug. | Ronde van de Achterhoek                        | 1.2           | Stian Rosenlund Richter |
| 22. sep. | DM i gravel, 3. etape                          | NC            | Alexander Arnt Hansen   |

### 2023
| Trup 2023                                   | Trup 2023         | Trup 2023                                 | Trup 2023 |
| Rytter                                      | Fødselsdag        | Seneste hold                              |           |
| ------------------------------------------- | ----------------- | ----------------------------------------- | --------- |
| Oscar Bluhm                                 | 3. januar 2002    | Team Audi Cycling Elite Copenhagen (2020) |           |
| Gustav Frederik Dahl                        | 27. november 2000 | Give Elementer (2022)                     |           |
| Jakob Egholm                                | 27. april 1998    | Trek-Segafredo (2022)                     |           |
| Kristian Egholm                             | 16. marts 2004    | Team NPV-Carl Ras Roskilde Junior (2022)  |           |
| Alexander Arnt Hansen                       | 13. maj 2003      | Team NPV-Carl Ras Roskilde Junior (2021)  |           |
| Albert Holm                                 | 22. juni 2003     | Team NPV-Carl Ras Roskilde Junior (2021)  |           |
| Magnus Bak Klaris                           | 23. januar 1996   | CO:PLAY-Giant (2021)                      |           |
| Mathias Larsen                              | 2. maj 1999       | Kometa-Xstra (2020)                       |           |
| Christian Lindquist                         | 5. august 1997    | Synch-Giant (2020)                        |           |
| Martin Pedersen (1. jun.–31. jul.)          | 28. januar 1998   | Holbæk Cykelsport (2022)                  |           |
| Daniel Stampe                               | 27. juli 1996     | CO:PLAY-Giant (2021)                      |           |
| Rasmus Bøgh Wallin                          | 2. januar 1996    | CO:PLAY-Giant (2021)                      |           |
| Gustav Wang                                 | 13. marts 2003    | BHS-PL Beton Bornholm (2022)              |           |
| Stian Rosenlund Richter (25. mar.–31. dec.) | 4. april 2002     | BHS-PL Beton Bornholm (2022)              |           |
|                                             |                   |                                           |           |
| Kilde: ProCyclingStats                      |                   |                                           |           |

#### Sejre
| 4. mar.  | South Aegean Tour, 1. etape            | 2.2           | Rasmus Bøgh Wallin    |
| 17. mar. | International Tour of Rhodes, 1. etape | 2.2           | Christian Lindquist   |
| 15. apr. | Demin Cup, 1. etape                    | DCU licensløb | Gustav Wang           |
| 15. apr. | Arno Wallaard Memorial                 | 1.2           | Rasmus Bøgh Wallin    |
| 16. apr. | Demin Cup, 2. etape                    | DCU licensløb | Magnus Bak Klaris     |
| 27. maj  | Tour of Estonia, Samlede stilling      | 2.1           | Rasmus Bøgh Wallin    |
| 27. maj  | Tour of Estonia, 2. etape              | 2.1           | Rasmus Bøgh Wallin    |
| 3. jun.  | Tour of Małopolska, 2. etape           | 2.2           | Alexander Arnt Hansen |
| 18. jun. | Demin Cup, 3. etape                    | DCU licensløb | Rasmus Bøgh Wallin    |
| 2. sep.  | Lillehammer Grand Prix                 | 1.2           | Christian Lindquist   |
| 10. sep. | Okolo Jižních Čech, 4. etape           | 2.2           | Rasmus Bøgh Wallin    |
| 17. sep. | Grote Prijs Rik Van Looy               | 1.2           | Rasmus Bøgh Wallin    |
| 28. sep. | Tour of Istanbul, 1. etape             | 2.2           | Gustav Wang           |
| 29. sep. | Tour of Istanbul, 2. etape             | 2.2           | Daniel Stampe         |
| 1. okt.  | Demin Cup, 5. etape                    | DCU licensløb | Rasmus Bøgh Wallin    |
| 1. okt.  | Tour of Istanbul, Samlede stilling     | 2.2           | Gustav Wang           |
| 1. okt.  | Demin Cup                              | DCU licensløb | Magnus Bak Klaris     |
| 14. okt. | DM i gravel – herrer elite             | NC            | Magnus Bak Klaris     |

### 2022
| Trup 2022                                    | Trup 2022          | Trup 2022                                 | Trup 2022 |
| Rytter                                       | Fødselsdag         | Seneste hold                              |           |
| -------------------------------------------- | ------------------ | ----------------------------------------- | --------- |
| Oscar Bluhm                                  | 3. januar 2002     | Team Audi Cycling Elite Copenhagen (2020) |           |
| Julius Nowak Dalner                          | 7. juni 2002       | Herning CK Junior (2020)                  |           |
| Alexander Arnt Hansen                        | 13. maj 2003       | Team NPV-Carl Ras Roskilde Junior (2021)  |           |
| Emil Feldberg Hansen (1. jan.–31. maj, note) | 6. april 2003      | Team NPV-Carl Ras Roskilde Junior (2021)  |           |
| Albert Holm                                  | 22. juni 2003      | Team NPV-Carl Ras Roskilde Junior (2021)  |           |
| Magnus Bak Klaris                            | 23. januar 1996    | CO:PLAY-Giant (2021)                      |           |
| Oliver Knudsen                               | 8. januar 1999     | Velo Club Mendrisio (2021)                |           |
| Tobias Kongstad                              | 14. september 1996 | Riwal Cycling Team (2021)                 |           |
| Mathias Larsen                               | 2. maj 1999        | Kometa-Xstra (2020)                       |           |
| Christian Lindquist                          | 5. august 1997     | Synch-Giant (2020)                        |           |
| Sebastian Nielsen                            | 27. august 2000    | O.B. Wiik-Dan Stillads (2020)             |           |
| Daniel Stampe                                | 27. juli 1996      | CO:PLAY-Giant (2021)                      |           |
| Rasmus Bøgh Wallin                           | 2. januar 1996     | CO:PLAY-Giant (2021)                      |           |
| Martin Pedersen (1. jun.–31. jul.)           | 28. januar 1998    | Holbæk Cykelsport (2022)                  |           |
| Lukas Sulaj Kloppenborg (1. jul.–31. dec.)   | 9. december 2001   | Holbæk Cykelsport (2022)                  |           |
|                                              |                    |                                           |           |
| Kilde: ProCyclingStats                       |                    |                                           |           |

note: Emil Feldberg Hansen, karrierestop

#### Sejre
| 6. aug.  | Scandinavian Race Uppsala            | 1.2 | Rasmus Bøgh Wallin |
| 3. sep.  | Lillehammer Grand Prix               | 1.2 | Magnus Bak Klaris  |
| 8. sep.  | Okolo Jižních Čech, 1. etape         | 2.2 | Rasmus Bøgh Wallin |
| 11. sep. | Okolo Jižních Čech, 4. etape         | 2.2 | Rasmus Bøgh Wallin |
| 11. sep. | Okolo Jižních Čech, Samlede stilling | 2.2 | Rasmus Bøgh Wallin |

### 2021
| Trup 2021                               | Trup 2021        | Trup 2021                                 | Trup 2021 |
| Rytter                                  | Fødselsdag       | Seneste hold                              |           |
| --------------------------------------- | ---------------- | ----------------------------------------- | --------- |
| Oscar Bluhm                             | 3. januar 2002   | Team Audi Cycling Elite Copenhagen (2020) |           |
| Nils Eigil Bradtberg                    | 19. oktober 1982 | Arbejdernes Bicykle Club (2020)           |           |
| Peter Busk                              | 18. april 2001   | Team ABC Junior (2018)                    |           |
| Julius Nowak Dalner                     | 7. juni 2002     | Herning CK Junior (2020)                  |           |
| Andreas Engholm Larsen                  | 2. juni 2001     | Holbæk Cykelsport (2019)                  |           |
| Markus Kramer                           | 3. juli 1999     | Holbæk Cykelsport (2019)                  |           |
| Mathias Larsen                          | 2. maj 1999      | Kometa-Xstra (2020)                       |           |
| Christian Lindquist                     | 5. august 1997   | Synch-Giant (2020)                        |           |
| Sebastian Nielsen                       | 27. august 2000  | O.B. Wiik-Dan Stillads (2020)             |           |
| Rasmus Lund Pedersen                    | 9. juli 1998     | ColoQuick (2020)                          |           |
| Malthe Thyssen                          | 5. oktober 2000  | Holbæk Cykelsport (2019)                  |           |
| Sebastian Fini                          | 26. marts 1995   |                                           |           |
| Rasmus Hestbek Lund (30. apr.–31. dec.) | 10. oktober 1993 | IBT-Ridley Carl Ras-Sydkysten (2020)      |           |
|                                         |                  |                                           |           |
| Kilde: ProCyclingStats                  |                  |                                           |           |

#### Sejre
| 28. aug. | GP Himmerland Rundt | 1.2 | Mathias Larsen |